# Nachthymnen (From the Twilight Kingdom)
Nachthymnen (From the Twilight Kingdom) – drugi studyjny album austriackiej grupy muzycznej Abigor wydany 1 sierpnia 1995 roku przez Napalm Records. W roku 2004, wytwórnia Napalm Records dokonała reedycji albumu, włącznie z minialbumem Orkblut – The Retaliation. Podczas nagrywania albumu damskie wokale zostały nagrane z udziałem gościnnie występującej Elisabeth Toriser.

## Lista utworów
1. „Unleashed Axe-Age” – 6:24
2. „Scars in the Landscape of God” – 6:15
3. „Reborn Through the Gates of Three Moons” – 6:04
4. „Dornen” – 4:38
5. „As Astral Images Darken Reality” – 3:56
6. „The Dark Kiss” – 5:47
7. „I Face the Eternal Winter” – 4:35
8. „Revealed Secrets of the Whispering Moon” – 5:22
9. „A Frozen Soul in a Wintershadow” – 6:04

## Twórcy
- Peter Kubik – gitara, gitara basowa
- Thomas Tannenberger – perkusja, gitara
- Michael Gregor – śpiew